# Froidevaux
Froidevaux ist eine französische Gemeinde mit 80 Einwohnern (Stand: 1. Januar 2022) im Département Doubs in der Region Bourgogne-Franche-Comté.

## Geographie
Froidevaux liegt auf 690 m, zehn Kilometer nordwestlich von Maîche und etwa 25 Kilometer südsüdwestlich der Stadt Montbéliard (Luftlinie). Das Dorf erstreckt sich im Jura, in einer Senke auf der Höhe zwischen den Tälern von Barbèche im Norden und Dessoubre im Süden, am Nordfuß des Montaigu.
Die Fläche des 3,98 km² großen Gemeindegebiets umfasst einen Abschnitt des französischen Juras. Der zentrale Teil des Gebietes wird von einer knapp ein Kilometer breiten Senke eingenommen, die durchschnittlich auf 670 m liegt, sich nach Nordosten öffnet und überwiegend von Wiesland bestanden ist. Es gibt hier keine oberirdischen Fließgewässer, weil das Niederschlagswasser im verkarsteten Untergrund versickert. Die Senke wird im Norden, Westen und Süden von Anhöhen umgeben, welche die Gemeindegrenze markieren. Im Westen erstreckt sich das Gemeindeareal auf die Höhen des Mont de Fonteny (800 m), im Süden auf den Höhenrücken des Montaigu, auf dem mit 820 m die höchste Erhebung von Froidevaux erreicht wird.
Nachbargemeinden von Froidevaux sind Rosières-sur-Barbèche und Péseux im Norden, Les Terres-de-Chaux im Osten, Belleherbe im Süden sowie La Grange im Westen.

## Geschichte
Im Mittelalter gehörte Froidevaux zur Herrschaft Châtillon-sous-Maîche. Zusammen mit der Franche-Comté gelangte das Dorf mit dem Frieden von Nimwegen 1678 an Frankreich.

## Bevölkerung
| Jahr                       | 1962 | 1968 | 1975 | 1982 | 1990 | 1999 | 2011 | 2021 |
| Einwohner                  | 110  | 90   | 93   | 95   | 80   | 69   | 61   | 80   |
| Quellen: Cassini und INSEE |      |      |      |      |      |      |      |      |

Mit 80 Einwohnern (Stand 1. Januar 2022) gehört Froidevaux zu den kleinsten Gemeinden des Départements Doubs. Nachdem die Einwohnerzahl in der ersten Hälfte des 20. Jahrhunderts stets im Bereich zwischen 90 und 120 Personen gelegen hatte, wurde besonders in den letzten Jahrzehnten ein kontinuierlicher Bevölkerungsrückgang verzeichnet.

## Sehenswürdigkeiten
Die Kirche Immaculée-Conception (Unbefleckte Empfängnis) von Froidevaux wurde im 19. Jahrhundert errichtet; ein steinernes Wegkreuz stammt aus dem 15. Jahrhundert. Im Ortskern sind verschiedene Bauernhäuser im traditionellen Stil der Franche-Comté aus dem 18. Jahrhundert erhalten.

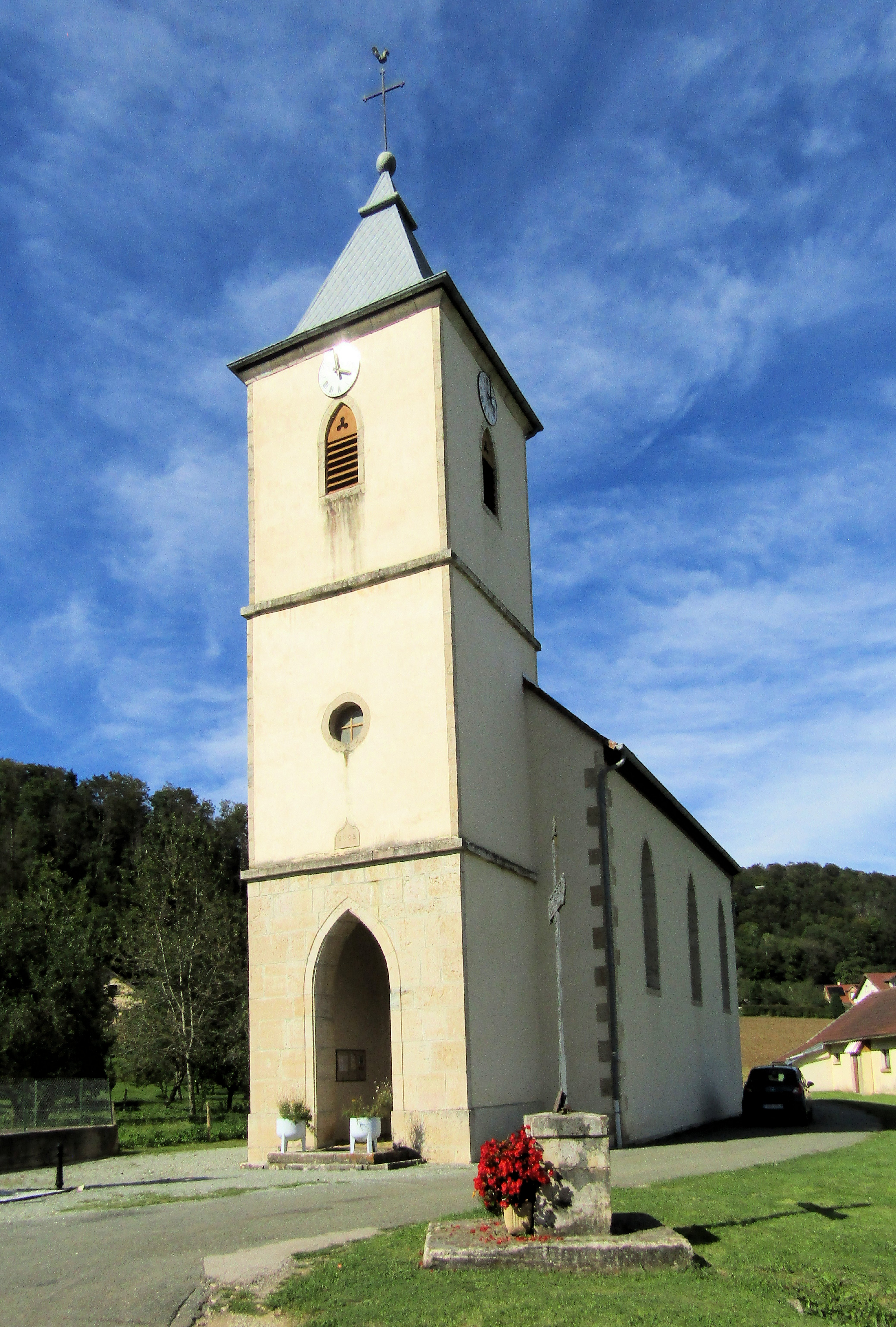
Kirche der Unbefleckten Empfängnis
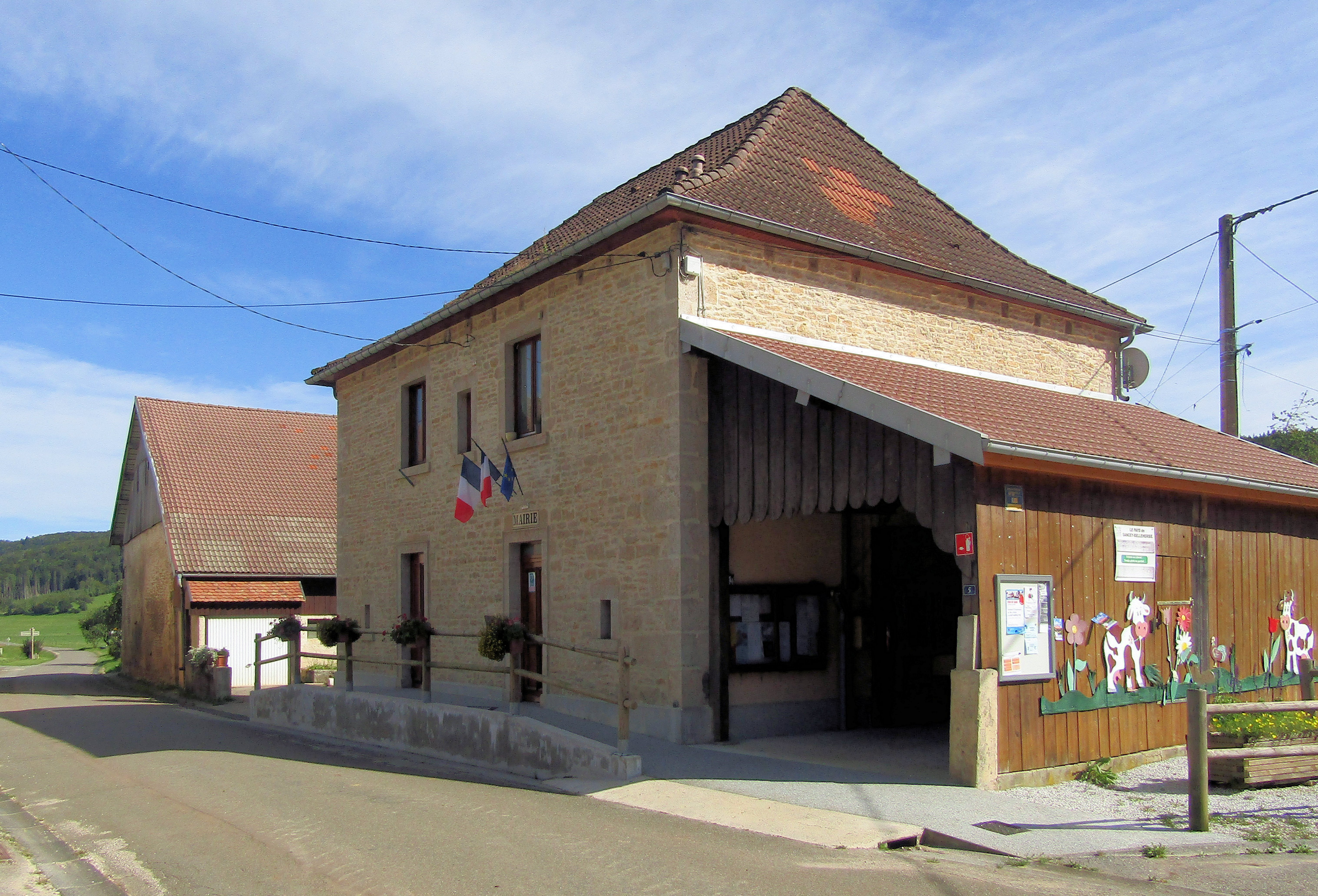
Rathaus (mairie)
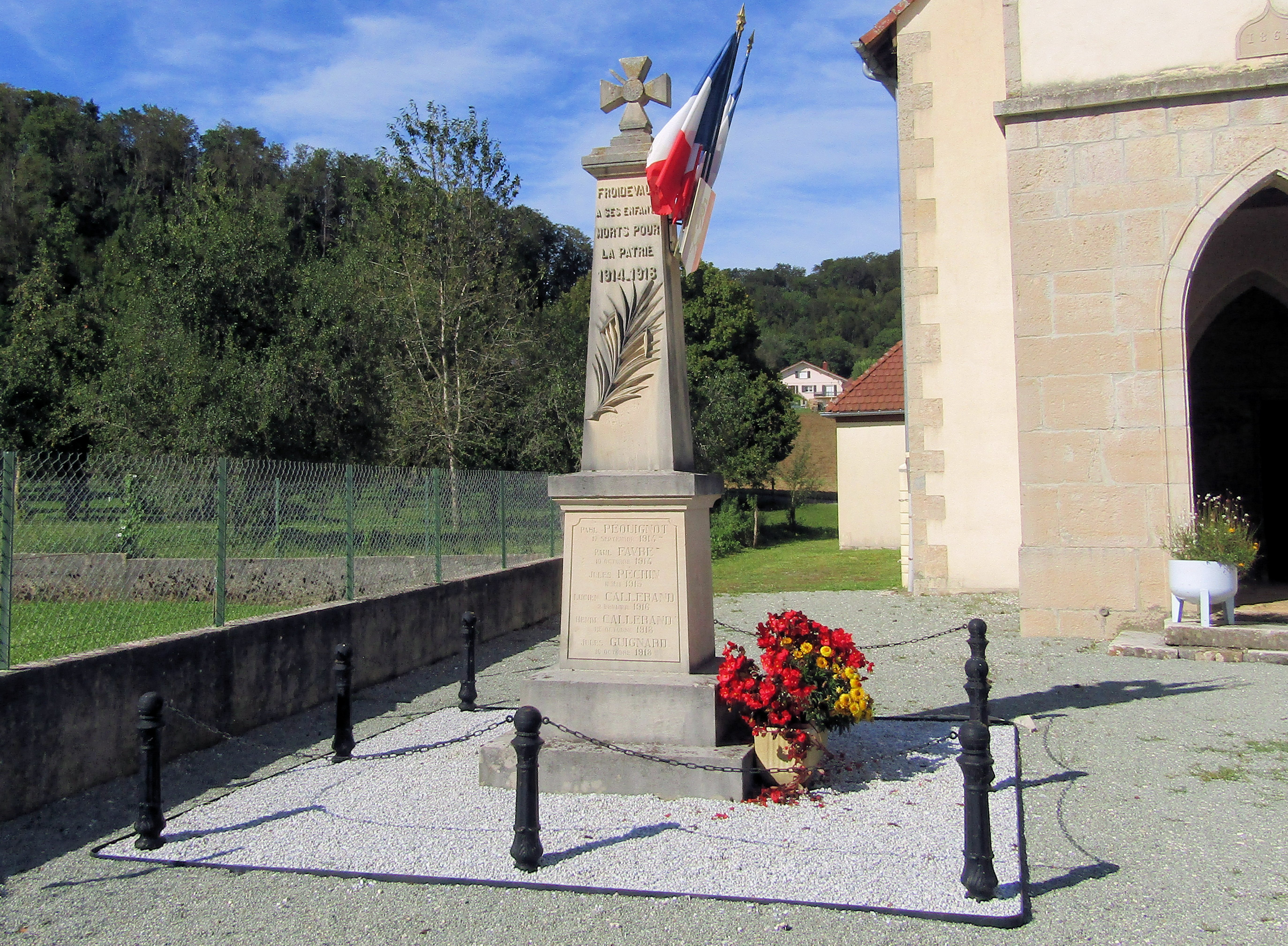
Gefallenendenkmal

## Wirtschaft und Infrastruktur
Froidevaux war bis weit ins 20. Jahrhundert hinein ein vorwiegend durch die Landwirtschaft (Milchwirtschaft und Viehzucht, Ackerbau) geprägtes Dorf. Außerhalb des primären Sektors gibt es nur wenige Arbeitsplätze im Dorf. Einige Erwerbstätige sind auch Wegpendler, die in den umliegenden größeren Ortschaften ihrer Arbeit nachgehen.
Die Ortschaft liegt abseits der größeren Durchgangsstraßen an einer Departementsstraße, die von Belleherbe nach Les Terres-de-Chaux führt. Eine weitere Straßenverbindung besteht mit Péseux.